# László Székelyhidi
László Székelyhidi Jr. (Debrecen, 17 de abril de 1977) é um matemático húngaro, que trabalha com equações diferenciais parciais e cálculo variacional.
Székelyhidi é filho de matemáticos e seu irmão Gábor Székelyhidi é também matemáticor. Estudou matemática na Universidade de Oxford, com um doutorado em 2003 no Instituto Max Planck de Matemática nas Ciências em Leipzig, orientado por Stefan Müller, com a tese "Elliptic Regularity versus Rank-one Convexity". Esteve depois no pós-doutorado na Universidade de Princeton, no Instituto Max Planck de Matemática nas Ciências e no Instituto Federal de Tecnologia de Zurique. De 2005 a 2007 foi docente (Heinz Hopf Lecturer) no Instituto Federal de Tecnologia de Zurique, de 2007 a 2011 professor na Universidade de Bonn e desde 2011 professor na Universidade de Leipzig.

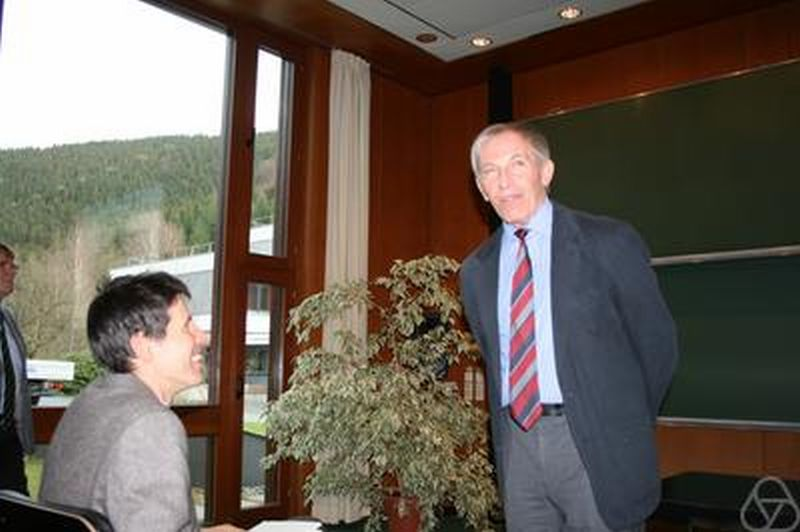
Com Manfred Feilmeier no Instituto de Pesquisas Matemáticas de Oberwolfach, 2011

Recebeu com Nicola Gigli o Prêmio Oberwolfach de 2010. Foi palestrante convidado do Congresso Internacional de Matemáticos em Seul (2014: The h-principle and turbulence. Recebeu o Prêmio Gottfried Wilhelm Leibniz de 2018. Em 2019 apresentou uma Gauß-Vorlesung.
Dentre seus doutorandos consta Tristan Buckmaster.

## Publicações selecionadas
- The regularity of critical points of polyconvex functionals. Arch. Ration. Mech. Anal. 172 (2004), no. 1, 133–152.
- com de Lellis: The Euler equations as a differential inclusion. Ann. of Math. (2) 170 (2009), no. 3, 1417–1436.
- com de Lellis: Dissipative continuous Euler flows. Invent. Math. 193 (2013), no. 2, 377–407.
- com de Lellis: On turbulence and geometry from Nash to Onsager, Notices AMS, Mai 2019